# Новотроицкая (Красноярский край)
Новотроицкая — деревня в Пировском районе Красноярского края в составе Икшурминского сельсовета.

## География
Находится примерно в  12 километрах по прямой на запад от районного центра села Пировское.

## Климат
Климат в районе резко континентальный. Самый теплый месяц — июль, со средней температурой +17,8 °С, с абсолютным максимумом +34,6 °С. Самый холодный месяц — январь: средняя температура составляет –20,1 °С, абсолютный минимум –52,5 °С. 

## История
Основана деревня в 1911 году. В 1926 году учтено было 107 жителей, преимущественно татар. В советское время работал колхоз  «Заря».   

## Население
Постоянное население составляло 63 человека в 2002 году (54% татары, 35% русские),  56 в 2010.